# Воинские звания и знаки различия Вооружённых сил Канады
Звания и знаки различия в сухопутных войсках (армии) и ВВС Канады идентичны. Военнослужащие различных видов вооружённых сил различаются цветом формы: зелёный для армии, синий для ВВС, чёрный для ВМФ.

## Знаки различия

### Генерал-губернатор
| Генерал-губернатор Канады                 | Генерал-губернатор Канады | Генерал-губернатор Канады                |
| Королевский канадский военно-морской флот | Армия Канады              | Королевские военно-воздушные силы Канады |
| ----------------------------------------- | ------------------------- | ---------------------------------------- |
| THUMB                                     | Governor General          | THUMB                                    |

### Адмиралы и генералы
| военно-морской флот | военно-морской флот | армия              | армия              | армия              | воздушные силы     | воздушные силы     |
| ------------------- | ------------------- | ------------------ | ------------------ | ------------------ | ------------------ | ------------------ |
| Admiral             | Admiral             | General            | General            | General            | General            | General            |
|                     |                     |                    |                    |                    |                    |                    |
|                     |                     |                    |                    |                    |                    |                    |
| Vice Admiral        | Vice Admiral        | Lieutenant General | Lieutenant General | Lieutenant General | Lieutenant General | Lieutenant General |
|                     |                     |                    |                    |                    |                    |                    |
|                     |                     |                    |                    |                    |                    |                    |
| Rear Admiral        | Rear Admiral        | Major General      | Major General      | Major General      | Major General      | Major General      |
|                     |                     |                    |                    |                    |                    |                    |
|                     |                     |                    |                    |                    |                    |                    |
| Commodore           | Commodore           | Brigadier General  | Brigadier General  | Brigadier General  | Brigadier General  | Brigadier General  |
|                     |                     |                    |                    |                    |                    |                    |

## Рядовой и сержантский состав
В некоторых родах войск применяются звания, отличающиеся от указанных в таблице. В бронетанковых войсках званию «солдат» соответствует «танкист», в инженерных войсках — «сапёр». В артиллерии званиям «солдат», «капрал» и «старший капрал» соответствуют «артиллерист», «бомбардир» и «старший бомбардир».
| Сухопутные войска — ВВС | Военно-морской флот    |
| ----------------------- | ---------------------- |
| Солдат, новобранец      | Матрос третьего класса |
| Солдат                  | Матрос второго класса  |
| Капрал                  | Матрос первого класса  |
| Старший капрал          | Старший матрос         |
| Сержант                 | Штурман второго класса |
| Адъютант                | Штурман первого класса |
| Старший адъютант        | Мичман второго класса  |
| Главный адъютант        | Мичман первого класса  |

## Офицерский состав
| Сухопутные войска — ВВС | Военно-морской флот            |
| ----------------------- | ------------------------------ |
| Подчинённые офицеры     |                                |
| Курсант-офицер          | Аспирант военно-морского флота |
| Младшие офицеры         |                                |
| Младший лейтенант       | Лейтенант второго класса       |
| Лейтенант               | Лейтенант первого класса       |
| Капитан                 | Капитан-лейтенант              |
| Высшие офицеры          |                                |
| Майор                   | Капитан третьего ранга         |
| Подполковник            | Капитан второго ранга          |
| Полковник               | Капитан первого ранга          |
| Генералы и адмиралы     |                                |
| Бригадный генерал       | Командор                       |
| Генерал-майор           | Контр-адмирал                  |
| Генерал-лейтенант       | Вице-адмирал                   |
| Генерал                 | Адмирал                        |

| Звания по занимаемой должности             |                                    |
| Тамбурмажор                                | Тамбурмажор                        |
| Главный волынщик                           | Главный волынщик                   |
| Генерал-адъютант базы                      | Мичман базы первого класса         |
| Генерал-адъютант соединения                | Мичман соединения первого класса   |
| Генерал-адъютант командования              | Мичман командования первого класса |
| Генерал-адъютант Канадских вооружённых сил |                                    |

## Прежние звания
До объединения трёх видов Канадских вооружённых сил каждый из них имел свои собственные знаки отличия.